# Thelma Eninger
Thelma Eninger, née le 23 décembre 2001 à Clamart, est une footballeuse française évoluant au poste de milieu de terrain.

## Biographie

### Carrière en club
Thelma Eninger effectue sa formation au Paris Saint-Germain et joue de 2016 à 2020 au sein de l'équipe U19 du club. Elle devient championne de France avec cette équipe en 2017 , en 2019 et marque un triplé en finale contre l’OL.
En juin 2020, elle rejoint le FC Fleury 91.

### Carrière en sélection
Sélectionnée en jeune en équipe de France des moins de 19 ans, elle participe au sacre des Bleuettes lors du championnat d'Europe des moins de 19 ans 2019.

## Palmarès

### En club
Paris Saint-Germain -19 ans
- Challenge National féminin -19 ans (1)
  - Championne en 2017 et 2019.
  - Finaliste en 2018

### En sélection
France -19 ans
- Euro -19 ans (1)
  - Vainqueur en 2019